# Уманка
Уманка (баш. Уманка) — деревня в Миякинском районе Республики Башкортостан Российской Федерации. Входит в состав Качегановского сельсовета. 

## География

### Географическое положение
Расстояние до:
- районного центра (Киргиз-Мияки): 20 км,
- центра сельсовета (Качеганово): 2 км,
- ближайшей ж/д станции (Аксёново): 63 км.

## Население
| 2002 | 2009 | 2010 |
| ---- | ---- | ---- |
| 28   | ↘24  | ↘22  |

Национальный состав
Согласно переписи 2002 года, преобладающая национальность — башкиры (50 %).